# David O. Selznick
David O. Selznick (Pittsburgh, Pennsylvania, 1902. május 10. – Hollywood, 1965. június 22.) amerikai producer.

## Élete
Tehetős pennsylvaniai zsidó családban született. Apja, Lewis J. Selznick némafilm-forgalmazó volt. David a Columbia egyetemen folytatott tanulmányokat, miután az apja 1920-ban abbahagyta a filmgyártást. Miután L. J. Selznick 1915-ben távozott a World Film Company-ből független filmes lett. Távozásakor leendő cégéhez csábította a WFC akkori legnagyobb sztárját, Clara Kimball Young-ot. A Selznick Pictures akkoriban ezzel a lépésével vette fel a mozisikerekért folyó küzdelmet. Davidnek apja révén jóval könnyebb volt filmes álláshoz jutnia. A család idősebb fia, Myron Selznick szintén producer volt, aki később az egyik legsikeresebb hollywoodi ügynök lett. Miután a producer család 1926-ban Hollywoodba költözött, David rövidesen a Metro-Goldwyn-Mayer alkalmazásába került, ahol Louis B. Meyernél volt társ-producer. Nem sokkal utána Harry Rapf asszisztense lett.
David az MGM után 1927-ben a Paramount Pictureshöz vezetett, ahol az akkori főnök, B.P. Schulberg asszisztenseként és társ-rendezőként dolgozott. Pár évvel később a keleti-parti Paramount Mie vezetőjének nevezték ki. Távozása 1931-ben következett be, és innen az RCA-hoz tartozó, RKO Pictures-höz került, ahol produkciós igazgatóként vezette a stúdiót. A cég csakhamar súlyos anyagi problémákkal kezdett küszködni, így David Sarnoff elnök elbocsátotta Selznicket. Az RKO-nál töltött évek alatt készítette el klasszikussá vált King Kong című filmet 1933-ban.
Selznick visszatérése az MGM kötelékébe 1933-ban történt, de már mint alelnök és producer. George Cukor-al a Dinner at Eight és David Copperfield (1935) című filmeket forgatta, a nagy bevételt hozó Két város meséje (1935), és az Anna Karenina (1935) című produkciókat.

### Cégalapítások

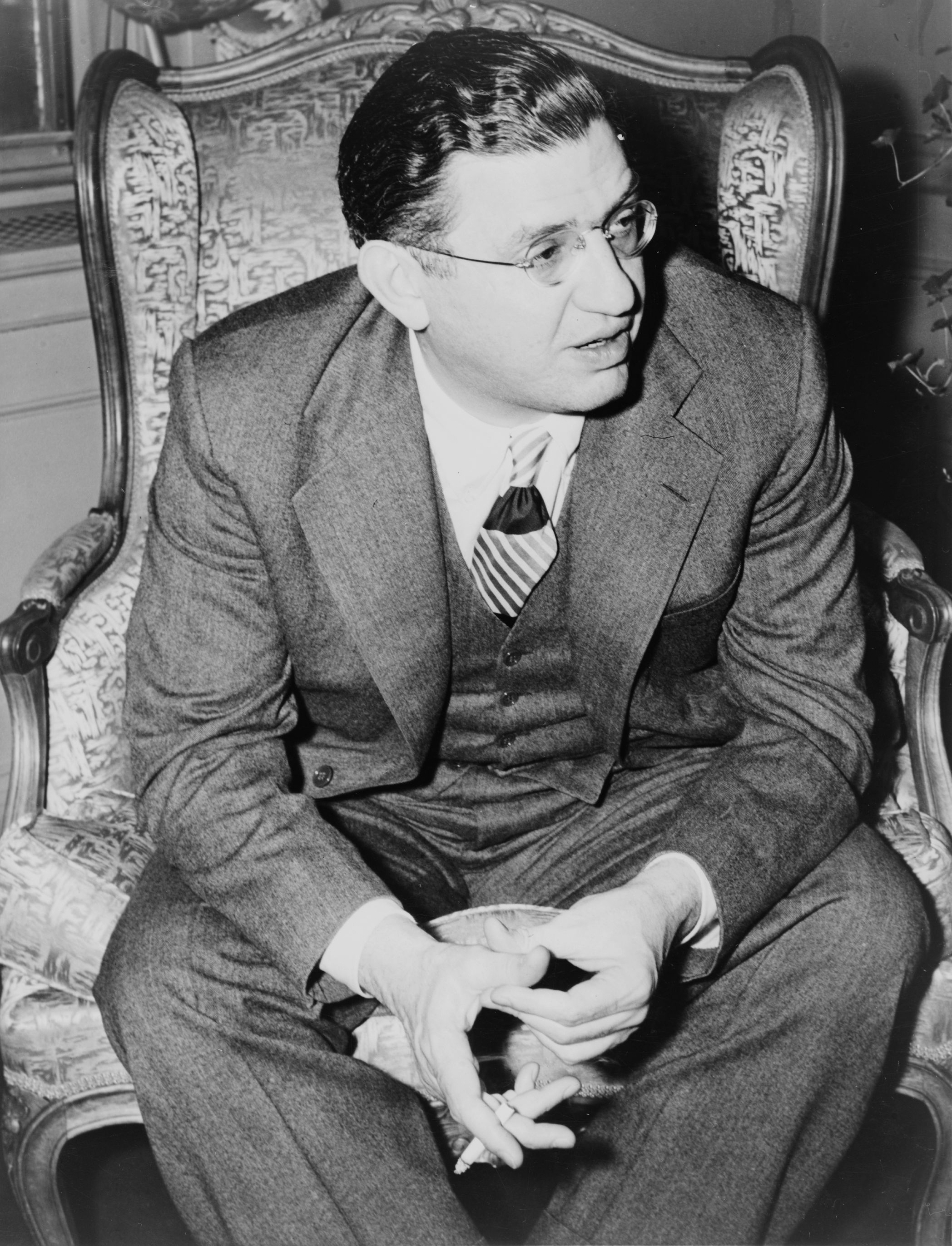
Selznick 1941-ben

Az MGM-nél akkoriban trónoló „nagy négyes”-be (Hunt Stromberg, Louis B. Mayer, Irving G. Thalberg, Harry Rapf) Selznick csakhamar bekapcsolódottt. A még javában épülő álomvárost a független filmek számára felfűtötték még az olyan új stúdiók, mint Darryl Zanuck Twentieth Century Pictures-sze, a Walter Wanger Productions, és a Merian Cooper vezette Pioneer Pictures. Mikor Selznick végül függetlenné lett, rövid időn belül a többiek fölé emelkedett. Ennek bizonyítéka egyik volt, hogy Cooper csakhamar érdeklődni kezdett Selznick iránt, s később a Pioneer egyesült David cégével, és 1935. október 15-én megalakult a Selznick International Pictures. Ebből az új kohézióból Thalberg sem maradhatott ki, és ő is belpakolt 100 000 dollárt az ígéretesnek tűnő üzletbe. Mellette még Myron Selznick is további 200 000 dollárral erősítette a céget, s így a Selznick International 3 millió dolláros tőkéje már komoly tényezőnek tűnt a mozis piacon. Azonban ebbe a vagyonba David O. Selznick a nevén és a munkáján kívül anyagi juttatást nem tett bele.
Selznick nem sokkal függetlenné válása után egy koloniál stílusú stúdióba költözött. A Mount Vernon-i épület, ahonnan irányította a maga kis birodalmát csakhamar a társaság s egyben filmjeinek védjegye lett. Selznick már innen írt alá nyolc filmre szerződést a United Artists-szal, és jelentette meg filmjeiket. Ezen a cégen keresztül dobta piacra néhány filmjét Samuel Goldwyn, Korda Sándor, Walter Wanger és Walt Disney is. Eme kompánia később tudása és tőkéje legjavát egy szervezetbe olvasztotta, s ennek eredménye lett a Society of Independent Motion Picture Producers (SIMPP). Selznick ezt a társaságot 1941-ben alapította meg, s a fent említett személyek mellett még olyan ismert filmesek foglaltak helyet körülötte, mint Charlie Chaplin, Mary Pickford és Orson Welles.
Miután felállította a S.I.P.-et, David leginkább a United Artists Technicolorral készült filmjeit terjesztette: A kis Lord (1936), Zendai fogoly (1937), Tom Sawyer kalandjai (1938) és nem utolsósorban az Intermezzót (1939). Selznick ugyan a United Artistsnál több posztot is felügyelt (produceri, gyártási és forgalmazási programot), de nem sokáig tehette mindezt, mert rövid időn belül az alapítókkal nézeteltérése támadt, így otthagyta a stúdiót.
Selznick 1940-ben felszámolta a S.I.P.-et, és megalapította következő cégét, a David O. Selznick Productions.-t. 1942-ben létrehozta a Vanguard Films Inc-t, és négy év elteltével megteremtette a Selznick Releasing Organization-t. Ebben az időszakban maradandó alkotása már kevesebb volt: az egyik ilyen az 1946-os Párbaj a napon Gregory Peck és Jennifer Jones főszereplésével.

## Ingrid Bergman
A kiváló megfigyelőképességekkel megáldott producer 1939-ben az Intermezzo remake-je kapcsán Hollywoodba csábította a svédeknél már sztárként ünnepelt Ingrid Bergmant. David hét évre szerződtette le vállalatához a színésznőt. A producert igazolja az anyagi bevételek mellett az a tény is, hogy Bergman később három Oscar-díjat nyert. A leleményes filmcézár a hét év alatt mindössze két filmet készített vele, és kilenc alkalommal kölcsönadta egyéb filmgyártóknak. Selznickre később ezért neheztelt is másik pénztermelője, Alfred Hitchcock, aki azért volt nyugtalan, mert azt szerette volna, ha Bergman producere végre megtalálná számára a „tökéletes” szerepet. Ez a szerep Ingrid számára 1942-ben érkezett el a világ egyik legismertebb filmjében, a Casablancában. A Casablanca producere, Hal B. Wallis végül úgy vette rá Selznicket, hogy egy film erejéig elengedje el a skandináv szépséget, hogy elküldte hozzá a film két íróját, Philip és Julius Epsteint. A két szerző húsz perc alatt felvázolta a mozi cselekményét, s Selznick csak ezután bólintott rá a színésznő kölcsönadására. Persze a Warner Brotherstől David cserébe az ő filmcsillagjukat, Olivia de Havilland-ot kérte el egy film erejéig. A hűvös, de törékeny Bergman utolsó Selznick-filmje a Forgószél volt, szerződése után Európába utazott, de 1956-ban újból visszatért Hollywoodba, igaz csak egy Oscar-díj átadásra érkezett meg.

## Alfred Hitchcock
Selznick eredetileg azért hozatta át az Hitchcockot a tengerentúlra, hogy az egy filmet készítsen a Titanicról. David, miután nekiállt feltérképezni a forgatásra alkalmas hajókat, csakhamar talált is egyet, a Leviathant, ami egy hajóroncstelepen várta az elmúlást. A terv az volt, hogy a hajót Santa Monica partjaihoz vontatják, ahol a forgatás vége felé elsüllyesztik. Nem sokkal később sajnos a terven merengő tőkéseknek rá kellett döbbenniük, hogy nincs annyi pénz a birtokukban, amennyiből el tudnák készíteni egy ilyen katasztrófafilmet. Mellékesen megjegyzendő, hogy erre az óceánjáróra már brit hajóbontók is igényt tartottak (848 ezer dolláros áron), így végül Selznickék ejtették a tengeri témát. Közel fél évszázaddal később egy szintén nagy álmodozó filmes James Cameron Selznickkel ellentétben nem sajnálta a pénzt álma megvalósításához, s 1997-ben nekilátott minden idők egyik legdrágább filmjének az elkészítéséhez, ami később szintén az egyik legtöbb bevételt hozó produkció lett a mozi történelmében.
Selznick egy olyan mű filmre adaptálásához látott neki, mely minden ponton megállta a helyét: ez volt A Manderley-ház asszonya. A Daphne du Maurier nagy sikerű könyvéből készült forgatókönyvet Robert E. Sherwood and Joan Harrison írták, és kellően megtartották az eredeti mű prózaiságát.
A Rebecca tökéletesen passzolt ebbe a korszakba, és Selznick semmit nem bízva a véletlenre, áthajóztatott rendezőjének adta a feladatot. A film két főszereplőjének, Laurence Olivier-nek és Joan Fontaine-nek a játéka lenyűgöző, egy alkalommal Selznick például beadta a női főszereplőnek, Joan Fontaine-nek, hogy mindenki utálja őt, és ki akarják túrni a produkcióból, csak hogy jól játsszon el egy jelenetet. Az Elfújta a szélhez hasonlóan, ehhez a filmhez is körített Selznick egy ravasz kis reklámkampányt: a film egyik plakátján például az volt olvasható, hogy: „Mi volt Manderley titka?”
Egy évvel az Elfújta a szél Oscar-esőjét követően a Rebecca ismét hozott egy legjobb filmnek járó trófeát Selznicknek. Az alkotás ezen felül még elnyerte a legjobb operatőrnek járó díjat, viszont olyan jelöltek maradtak díj nélkül, mint Olivier, Fontaine, Anderson.
Selznick rendezőit egyenesen terrorizálta. Ebben az élményben volt része Hitchcocknak is, ám ő nem hagyta magát, és számos alkalommal összevesztek. Az egyik nagyobb összeveszés kettejük között akkor zajlott le, amikor Selznick az utolsó jelenetben az égő házból felszálló füstfelhőkből egy „R” betűt akart formálni. Hitchcock ettől teljesen kiakadt, és végül a párnára hímzett R-rel a rendező győzött. Ez a csata azonban csak átmeneti győzelmet jelentett a rendező számára, mert később, az utómunka során a producer állandó beleszólása a vágásba annyira feldühítette Hitchcockot, hogy a film bemutatását követően szétváltak útjaik.

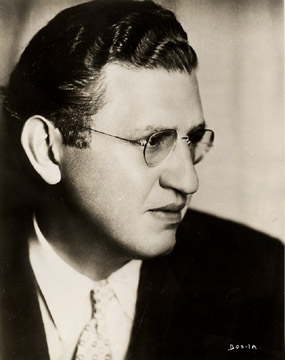
David O. Selznick

1945-ös újratalálkozásukig Hitchcock más producerek alatt 1941 és 1944 között öt filmet rendezett más stúdiók számára. A két önfejű filmes újbóli találkozását később ismét a mozi ünnepeként lehet megnevezni. Egymás rigolyáit nehezen elviselve (Hitchcock szerette úgy forgatni a filmet, hogy a vágószobában már csak össze kelljen illeszteni a celluloidot, ami pedig Selznicknek nem tetszett egy esetleges alternatív befejezés elvetése végett) elkészítettek egy minden ízében hitchcocki filmet, Elbűvölve címmel. Ez a film ugyan Oscar-díjat eredményezett, ám mindkettejük jelleme összeférhetetlenné tette a későbbi közös munkát. Az idő előrehaladtával Selznicket teljesen lekötötték egyéb munkái (Párbaj a napon, 1946; American Creed, Bergman főszereplésével), Hitchcockot pedig a Forgószél készítése szintén a svéd színésznővel. Selznick és Hitchcock nem élvezték együtt a munkát, s a rendező boldog volt, amikor a Universal Pictures és az RKO Pictures kölcsönkérte igényelte őt egy-egy filmje elkészítésére. A következő hat évben szabadabban végezhette a munkáját, úgy, ahogyan azt ő mindig is szerette volna, és mivel nem szerette, ahogy Selznick folyton beleszól a munkastílusába, megpróbált függetlenként is talpon maradni.
A Forgószelet követően már csak egyszer készítettek egymással filmet: A Paradine-ügyet (1948). A film jogait a producer az MGM-től vette meg abban a reményben, hogy majd egy ütőképes tárgyalótermi drámát tud összehozni Hitchcockkal. A történetből hiába volt közel egy tucatnyi forgatókönyv-változat, a filmet végül besorozták a „Futottak még”-kartotékok közé, hiába volt számos utánvágás és átdolgozás. Selznick ezalatt a forgatáson is folyton neheztelte a rendező munkastílusát. Hitchcock így emlékszik vissza Selznick szavaira: „Sehogyan sem tudok dűlőre jutni a te rejtélyes vágásmódszereddel.”
A Paradine-ügy után Selznick és Hitchcock útjai végleg elváltak. Ezt követően Selznick arra az elhatározásra jutott, hogy megszerzi két brit film forgalmazási jogát: The Fallen Idol-ét (1948) és a Harmadik emberét (1949). Selznicknek ez volt az első olyan projektje, melyet Európában készített. A nagyon borongós hangulatú filmben (melyből Korda Sándor íróként vette ki a részét), egy másik aranypolgár, Orson Welles tette tiszteletét. Welles ezen a hódolatát persze csak a film utolsó harmadában teszi meg, amikor is teljes mivoltában tűnik fel a színen. A film a színészóriás újbóli visszatérése volt a vászonra, s a mozi ezt a szerepet teljes mértékben be is töltötte. A filmet a Brit Filmintézet 1999-ben és 2000-ben a száz legjobb angol film közé választotta. Ami mindenképp figyelemreméltó ebben a krimiben, az a fényképezés. A mindent elfedő sötétség, melyben a szereplők hol előbújnak, hol pedig egyszeriben eltűnnek, mindvégig misztikussá teszi a Bécsbe érkező regényíró halottnak vélt barátjának felkutatását.

### Magánélete
1930. április 29-én David elvette Irene Mayert, az MGM főnökének, Louis B. Mayernek lányát. Két fiuk született, Daniel Selznick és Jeffrey Selznick. 1948-ban elváltak, utána számos színésznővel folytatott viszonyt, köztük a Párbaj a napon főszereplőjével, Jennifer Jonesszal. 1949-ben elvette feleségül. Egy lányuk született, Mary Jennifer Selznick, aki öngyilkos lett 1975-ben.

## Utolsó évek
Ezt követően Selznick 1954-ben a televízióban debütált. Utolsó, és katasztrofális munkája 1957-ben egy remake, a Búcsú a fegyverektől volt, majd 1958-tól egészen a halála napjáig a Selznick Company Inc. elnöki székéből igazgatta a filmjeit. David O. Selznick 1965. június 22-én szívrohamban halt meg.
Nevét mára nem csak alkotásai, hanem a Producers Guild of Americának köszönhetően 1990 óta egy szobor is megőrzi az utókor számára. A róla elnevezett életműdíjjal az elmúlt évtizedekben olyan nevek váltak a film útjának mérföldköveivé, mint Jerry Bruckheimer, Laura Ziskin, Dino De Laurentiis, Lawrence Gordon, Robert Evans és Brian Grazer.

## Filmjei (válogatás)
- A harmadik ember (1949)
- A Paradine-ügy (1947)
- Párbaj a napon (1946)
- Elbűvölve (1945)
- A Manderley-ház asszonya (1940)
- Elfújta a szél (1939)
- A kis Lord (1936)
- Anna Karenina (1935)
- David Copperfield (1935)
- King Kong (1933)

## Oscar-díjai és jelölései
- 1946: legjobb film, jelölés – Elbűvölve
- 1945: legjobb film, jelölés – Since You Went Away
- 1941: legjobb film, elnyerte – A Manderley-ház asszonya
- 1940: elnyerte – Irving G. Thalberg emlékműdíj
- 1940: legjobb film, elnyerte – Elfújta a szél
- 1938: legjobb film, jelölés – Csillag születik
- 1937: legjobb film, jelölés – Két város meséje

## Megjegyzés
David O. Selznick eredeti neve egyszerűen David Selznick. Elterjedt tévhit, hogy az O a második keresztneve, az Oliver rövidítése, de valójában nincs két keresztneve, és az O kezdőbetűt ő adta a nevéhez. Memo From David O. Selznick – The Creation of Gone with the Wind and Other Motion Picture Classics, as Revealed in the Producer’s Private Letters, Telegrams, Memorandums, and Autobiographical Remarks („Jegyzet David O. Selznicktől – Az Elfújta a szél és más klasszikusok készítése, mint az a producer magánleveleiből, távirataiból, jegyzeteiből és megjegyzéseiből kitűnik”) című könyvében (1972) azt írja:
„Nincs második keresztnevem. Egy ideig édesanyám lánykori nevét, a Sachst használtam helyette. Volt egy nagybátyám, akit nagyon nem kedveltem és akit szintén David Selznicknek hívtak, és mivel egyre gyakrabban tévesztettek össze minket, úgy döntöttem, beillesztek a nevembe egy középső kezdőbetűt. Végigpróbálgattam az ábécé betűit, hogy melyik néz ki a legjobban, és az O-t választottam.”